# Windows Server 2019
Windows Server 2019 est un système d'exploitation pour serveurs développé par Microsoft dans le cadre de la famille Windows NT.

## Développement et sortie
Windows Server 2019 a été annoncé le 20 mars 2018, avec une version « Insider » sortie ce même jour. Le système est sorti le 2 octobre 2018.
Le 6 octobre 2018, la mise à jour 1809 de Windows (n° de build 17763) a été interrompue le temps que Microsoft enquête sur un problème où les données des utilisateurs étaient supprimées. En effet, le dossier du profil utilisateur (comme les documents, les images) ont été déplacés ailleurs. Étant donné que Windows Server 2019 est basé sur le code de Windows 10 version 1809, cette version a aussi été suspendue aux téléchargements, mais elle est finalement bien sortie le 13 novembre 2018. Le cycle de vie du produit a été réajusté conformément à la nouvelle date de sortie.
Windows Server 2019 a un plus long cycle de vie que Windows 10, 2025 pour ce dernier, 2029 quant à Windows Server 2019:
- date de début de support: 13 novembre 2018
- date de fin de support standard: 9 janvier 2024
- date de fin de support étendu: 9 janvier 2029.

## Nouveautés
Windows Server 2019 propose plusieurs améliorations concernant notamment :
- la prise en charge des containers Linux et de Kubernetes,
- le protocole HTTP/2,
- les réplicas de stockage
- la gestion des clusters de basculement.